# Шрабб, Альфред
Альфред «Альфи» Шрабб (англ. Alfred «Alfie» Shrubb; 12 декабря 1879, Слинфолд, Западный Суссекс — 23 апреля 1964, Онтарио) — английский бегун на средние и длинные дистанции, 28-кратный мировой рекордсмен по лёгкой атлетике. Он был первым спортсменом, который носил титул «Международный чемпион», и первым высокооплачиваемым тренером в Оксфордском университете.

## Биография
Альфред Шрабб родился в 1879 году. Он был пятым ребёнком в семье Уильяма и Гарриет Шрабб. Беговой талант Альфреда Шрабба впервые проявился во время пожара, когда он хотел помочь и прибежал на место, отстоящее в трёх милях, быстрее лошадей, тянувших пожарную машину.
Во время любительской карьеры, длившейся с 1899 до 1905, и профессиональной карьеры в 1905—1912 он выиграл более 1000 забегов из около 1800, в которых участвовал. На пике своей карьеры он был практически непобедим на дистанциях до 15 миль, часто соревновался против эстафет, чтобы соревнование было интереснее. Шрабб был страстным бегуном. Описано, что он даже в день свадьбы сразу после церемонии отправился на соревнование в Лондон.
Пик его любительской карьеры был в 1904 году. С одной стороны, ему не повезло, что Британская федерация легкой атлетики отказалась от участия в Олимпиаде 1904 в Сент-Луисе, и путь к олимпийской славе для него оказался закрыт. С другой, в этом году он сделал семь рекордов мира в один день.
5 ноября в Айброкс Парке в шотландском Глазго на старте забега на 10 миль собрались тринадцать бегунов. Шрабб приехал за неделю, чтобы подготовиться к этому большому событию.
Он побил рекорд в часовом беге и по ходу все любительские рекорды на дистанциях от шести до одиннадцати миль, и все профессиональные рекорды от восьми до одиннадцать миль, показав за час 11,1137 миль (18,742 км). Его лучшее время на 10 миль было 51.30,4, на 25 секунд хуже мирового рекорда. Когда на первых четырёх милях у него было 19.50,6 (только пять месяцев назад на этой дистанции он установил мировой рекорд 19.23,4), никто не верил, что он сможет выдержать этот темп. Тем не менее, 24-летний Шрабб не проявлял никаких признаков усталости и прошёл шесть миль за 29.59,4. На 18 секунд лучше предыдущего мирового рекорда; и первый человек на Земле из 30 минут. Следующие семь, восемь и девять миль — каждый промежуточный результат означал новый мировой рекорд. Дальше было ещё лучше. Когда, после десяти миль, пятый мировой рекорд пал, Шрабб решил продолжить гонку и атаковать существующий мировой рекорд в часовом беге.
В сопровождении волынки и под лихорадочные одобрительные возгласы зрителей, которые заполнили ряды невзирая на плохую погоду, он значительно улучшил мировой рекорд на одиннадцать миль и прибавил к ним ещё 1137 ярдов, прежде чем часы остановились на 60 минутах. В этот момент 20-летний рекорд Уолтера Джорджа (18,555 км) стал историей. Новый рекорд Альфреда Шрабба составил 18,742 км. Профессиональный рекорд Гарри Уоткинса (Harry Watkins) 18,878 км, показанный в 1899 году, однако, устоял. 9 лет спустя Жан Буэн, пробежав 19,021 км, улучшил оба рекорда.
Альфред Шрабб десять раз был британским чемпионом на одну, четыре и десять миль.
Тем не менее, его подлинной любовью был кросс. В этой дисциплине, он выиграл восемь национальных и региональных британских чемпионатов, а также в 1903—1904 победил два раза подряд в Кроссе наций (будущий Чемпионат мира по кроссу).
Его любительская карьера закончилась пожизненной дисквалификацией, когда он принял деньги от спонсоров. Став профессионалом, он продолжил свои предыдущие успехи. В феврале 1906 в Лондоне он три раза улучшил мировой рекорд на три мили в помещении (14.27, 14.23,4 и 14.19). После этого он продолжил свою карьеру в Северной Америке, где вызвал незаурядный бум. Кроме того, он стартовал в Австралии и Новой Зеландии и стал первой международной спортивной звездой, в частности соревновался против эстафет и известных скаковых лошадей. Чаще всего он выигрывал.
Он бежал десять раз против великого марафонца Тома Лонгбота, выиграл все дистанции короче 20 миль и проиграл все более длинные.
С 1908 по 1911 он тренировал кроссовую команду Гарвардского университета в Бостоне, приведя её к победе в национальном первенстве. С 1919 по 1928 он работал тренером атлетического клуба в Оксфордском университете. Его ученики участвовали в Олимпийских играх в 1920, 1924 и 1928. Среди достижений его учеников мировой рекорд в эстафете 4x880 ярдов в Пенн Реле и олимпийская победа Бевила Радда. Кроме того, Шрабб написал две нашумевшие книги по теории тренировки:
- Running and Cross Country Running. London (Health and Strength Ltd.) 1908
- Long-Distance Running. Toronto (Imperial News Company) 1909

В 1928 Альфред переселился в Канаду. Он умер в Боуманвиле, Онтарио, в 1964 году.

## Тренировка
Шрабб консультировался у известных тренеров, но в основном руководствовался здравым смыслом. У него была система тренировки: утром 3 мили медленно, вечером 2—5 миль со средней скоростью, иногда быстро.

## Результаты

### Соревнования
| Год  | Соревнования | Город       | Дата      | Дистанция                            | Результат | Место |
| ---- | ------------ | ----------- | --------- | ------------------------------------ | --------- | ----- |
| 1903 | Кросс наций  | Гамильтон   | 28.3.1903 | 8,5 миль (13,7 км) (личный зачёт)    | 46.22,6   | I     |
| 1903 | Кросс наций  | Гамильтон   | 28.3.1903 | 8,5 миль (13,7 км) (командный зачёт) | 25        | I     |
| 1904 | Кросс наций  | Сент Хеленс | 26.3.1904 | 8,5 миль (13,7 км)) (личный зачёт)   | 47.58,4   | I     |
| 1904 | Кросс наций  | Сент Хеленс | 26.3.1904 | 8,5 миль (13,7 км) (командный зачёт) | 27        | I     |

### Мировые рекорды
В своих рекордных забегах Шрабб не только не использовал обычных сегодня пейсмейкеров. Обычно у него даже не было равных соперников. Это были, скорее, сольные забеги. Всего он установил около 28 мировых рекордов. Часть рекордов официально признана AAA в конце соответствующего сезона, и ИААФ в 1921.
| Дистанция   | Результат | Город           | Дата        | Дорожка  | Признан     |
| ----------- | --------- | --------------- | ----------- | -------- | ----------- |
| 2000 ярдов  | 5.07,2    | Стэмфорд Бридж  | 26.9.1903   |          |             |
| 1,25 мили   | 5.40,2    | Стэмфорд Бридж  | 26.9.1903   |          |             |
| 1,25 мили   | 5.37,0    | Глазго          | 13.6.1904   |          |             |
| 1,5 мили    | 6.50,0    | Илфорд          | 30.5.1904   |          |             |
| 1,5 мили    | 6.47,6    | Стэмфорд Бридж  | 26.9.1903   |          |             |
| 1,75 мили   | 8.21,0    | Глазго          | 11.6.1904   |          |             |
| 2 мили      | 9.17,0    | Кеннингтон Овал | 12.9.1903   |          |             |
| 2 мили      | 9.11,0    | Илфорд          | 30.5.1904   | Травяная |             |
| 2 мили      | 9.09,6    | Глазго          | 11.5.1904   |          |             |
| 4000 ярдов  | 10.57,6   | Стэмфорд Бридж  | 27.9.1902   |          |             |
| 3 мили      | 14.25,0   | Челмсфорд       | 19.7.1902   | Травяная |             |
| 3 мили      | 14.22,4   | Хоршэм          | Август 1903 | Травяная |             |
| 3 мили      | 14.17,6   | Стэмфорд Бридж  | 21.5.1903   | Гаревая  | ИААФ (1921) |
| 3 мили      | 14.17,2   | Абергавенни     | 27.8.1904   | Травяная |             |
| 5000 м      | 15.03,0   | Глазго          | 15.6.1903   |          |             |
| 5000 м      | 14.59,0   | Глазго          | 13.6.1904   |          |             |
| 4 мили      | 19.31,6   | Брайтон         | 25.10.1902  |          |             |
| 4 мили      | 19.26,8   | Райгит          | 20.9.1902   | Травяная |             |
| 4 мили      | 19.23,4   | Глазго          | 13.6.1904   |          |             |
| 5 миль      | 24.33,4   | Стэмфорд Бридж  | 12.5.1904   |          |             |
| 6 миль      | 29.59,4   | Глазго          | 5.11.1904   |          |             |
| 10 000 м    | 31.02,4   | Глазго          | 5.11.1904   |          |             |
| 7 миль      | 35.04,6   | Глазго          | 5.11.1904   |          |             |
| 8 миль      | 40.16,0   | Глазго          | 5.11.1904   |          |             |
| 9 миль      | 45.27,6   | Глазго          | 5.11.1904   |          |             |
| 10 миль     | 50.40,6   | Глазго          | 5.11.1904   |          |             |
| 11 миль     | 56.23,4   | Глазго          | 5.11.1904   |          |             |
| Часовой бег | 18,738 км | Глазго          | 5.11.1904   |          |             |

## Семья
- Жена: Ада Браун.
- Дети: сын Рой и дочери Нэнси и Нора.

## Память
Он не забыт и сегодня:
- Ежегодный пробег музея Альфи Шрабба в Боуманвилле «Alfie Shrubb 8K Classic». На его официальном открытии в 2003 году присутствовала 89-летняя дочь Шрабба Нора Аллин.
- Ежегодный Мемориал Альфи Шрабба — кросс 5 миль в Слинфольде[англ.].